# Rio Cavernoso
O rio Cavernoso é um curso de água que banha o estado do Paraná. 